# Cheick Fantamady Camara
Ne doit pas être confondu avec Cheik Fantamady Camara (député).
Pour les articles homonymes, voir Camara.
Cheick Fantamady Camara, né le 12 mars 1960 à Conakry en Guinée et mort le 6 janvier 2017 (à l'âge de 56 ans) dans le 10e arrondissement de Paris, est un réalisateur, scénariste, et producteur guinéen. Formé à l'art du cinéma à Ouagadougou et plus précisément à la réalisation, il crée sa propre structure de production et de distribution «Conakry Ouagadougou Paris Films » en 2006. Il consacre alors son temps à l’écriture de scénarios et à la réalisation de films. Il est également enseignant à l’Institut Supérieur des Arts Guinéens à Conakry. À partir de 2001, il mène sa vie entre Paris et Conakry.

## Biographie
Cheick Fantamady Camara est originaire de Conakry, où il fait sa scolarité. En 1997, il suit à Paris une formation à l'écriture de scénario à l'INA et en 1998 à la réalisation cinématographique à l'École nationale supérieure Louis-Lumière. Il travaille ensuite comme assistant réalisateur avec plusieurs cinéastes africains, il participe aux tournages de La Genèse de Cheick Oumar Sissoko, de Dakan de Mohamed Camara et de Macadam Tribu de Zeka Laplaine. En 2000, il réalise son premier court-métrage Konorofili primé au Fespaco. Dans les années qui suivent, il met en scène un moyen métrage, Bé Kunko, qui témoigne de la violence de la société guinéenne confrontée à l'afflux de milliers de réfugiés venus du Libéria et de Sierra Leone.
En 2006, Cheick Fantamady Camara réalise son premier long métrage, Il va pleuvoir sur Conakry, primé dans une vingtaine de festivals à travers le monde, dont le prix du public au Fespaco. Ce film illustre les problèmes politiques, sociaux et religieux qui rongent la Guinée, à travers l'histoire d'un jeune caricaturiste qui travaille dans un journal d'opposition et des relations avec son père, imam de la grande mosquée de Conakry. En 2007, Cheick Fantamady Camara témoigne dans Mambety For Ever, un documentaire sur le cinéaste sénégalais Djibril Diop Mambéty.
En juillet 2010, il commence à Dakar (Sénégal) le tournage de son second long métrage Morbayassa. Compte tenu de la difficulté pour les cinéastes africains de produire leur film, Cheick Fantamady Camara sollicite pour la postproduction de ce film la contribution des internautes coproducteurs par le biais du site touscoprod.com. Dans ce film, le cinéaste travaille avec les principaux acteurs de son précédent long métrage, parmi lesquels : Fatoumata Diawara, Alexandre Ogou et Tella Kpomahou.

## Filmographie
- 2000 : Konorofili, (court métrage)[5]
- 2004 : Bè Kunko, (moyen métrage)[6]
- 2007 : Il va pleuvoir sur Conakry, (long métrage)[7]
- 2014 : Mörbayassa, (long métrage)[8]

## Distinctions

### Konorofili
- Fespaco 2001 : Prix Spécial du Jury

### Bè Kunko
- Fespaco 2005 (Burkina Faso) : Poulain d'argent
- Festival Plein Sud 2006 (France) : Prix du jury
- Zanzibar International Film Festival (ZIFF) 2007 (Zanzibar) : Grand Prix du court-métrage
- Journées cinématographiques de Carthage 2007 (Tunisie) : Prix spécial du jury
- Festival de Ouidah 2007 (Bénin) : Prix spécial du jury
- Grand prix de la Communauté des télévisions francophones 2005

### Il va pleuvoir sur Conakry
- RFI Fespaco 2007 (Burkina Faso) : Prix du public
- 1er Grand Prix « Ousmane Sembène » 2008 à Khourigba (Maroc)
- Centre National de Cinématographie : Prix du 1er scénario de long-métrage
- Fespaco 2007 (Burkina Faso) : Prix Poitou-Charentes
- Festival de Tübingen 2007 (Allemagne) : Prix du public
- Festival de Stuttgart 2007 (Allemagne) : Prix du public
- Festival de Ouidah 2008 (Bénin) : Prix Spécial du Jury
- FEMI 2008 (Guadeloupe) : Prix du meilleur long-métrage
- Grand Prix du Festival Vues d'Afrique 2008 (Canada)
- Grand Prix CinémAfrica de Stockholm 2008 (Suède)
- Grand Prix du Festival de films Africains d'Angers 2009 (France)

### Mörbayassa
- Fespaco 2015 (Burkina Faso) : Prix de la Diaspora « Paul Robeson »
- En sélection officielle de nombreux festivals (Vues d’Afrique 2015 (Canada), Festival des 5 continents à Freney-Voltaire (France), Festival Afrocarioca à Rio De Janeiro (Brésil), Seattle International Film Festival (SIFF) à Seattle (États-Unis), Festival Rome-Africa (Italie), Zanzibar International Film Festival (ZIFF), Fondation Festival Cinéma Africain à Khourbga (Maroc))